# Rita De Bont
Pour les articles homonymes, voir De Bondt.
Rita K.J. De Bont, née le 29 juillet 1954 à Vilvorde est une femme politique belge flamande, membre du Vlaams Belang.
Elle est licenciée en médecine dentaire et dentiste; BA en sciences politiques et sociales.

## Fonctions politiques
- Députée fédéral du 10 juin 2007 au 25 mai 2014.